# Der Pony-Express

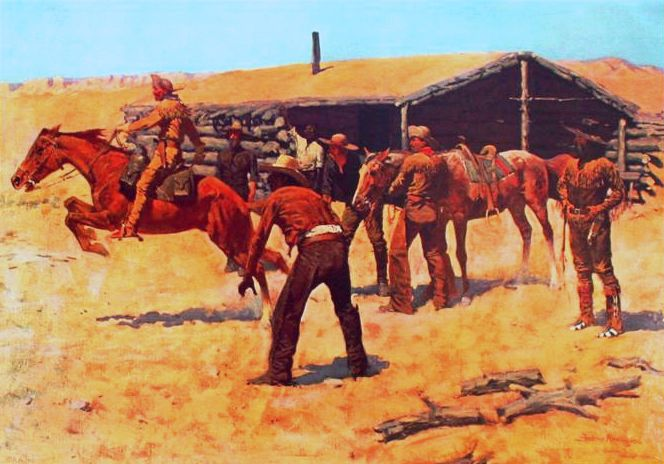
Ankunft und Weiterreise des Pony-Express. Zeichnung von Frederic Remington

Der Pony-Express (frz.: Le Pony Express) ist ein Album der Comicserie Lucky Luke. Es wurde von Morris gezeichnet und von Xavier Fauche und Jean Léturgie getextet und erschien erstmals 1988. Das Album ist eine Hommage an den realen Pony-Express, der von 1860 bis 1861 zwischen Missouri und Kalifornien betrieben wurde.

## Handlung

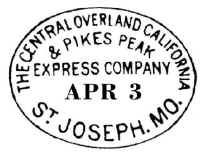
Stempel der ersten Pony-Express-Staffel von Ost nach West

Um 1860 ist das neuerworbene Kalifornien postalisch noch abgeschnitten vom Rest der Vereinigten Staaten. Als Anreiz setzt die Regierung eine Belohnung von 50.000 Dollar für den aus, der die Post in weniger als zehn Tagen von Sacramento (Kalifornien) nach Saint Joseph (Missouri) befördern kann, andernfalls fiele das Geld dem örtlichen Eisenbahnunternehmen Pacific Railway zum Gleisbau zu. Der Unternehmer William Hepburn Russell kündigt daraufhin an, einen Pony-Express für die 2900 Kilometer lange Strecke einzurichten und bittet Lucky Luke um Hilfe. Luke bildet die jungen Reiter aus, darunter die späteren Westernhelden Wild Bill Hickok, Buffalo Bill, Charley Cliff, Nick Wilson und Johnny Fry. Währenddessen kümmert sich Jolly Jumper um die Abrichtung der Pferde. Die Pacific Railway will sich die Prämie unter den Nagel reißen und daher begehen ihre Angestellten bereits jetzt mehrere Anschläge auf Lucky Lukes Truppe. Doch die fiesen Machenschaften halten die wagemutigen Reiter nicht auf in ihrer Ausbildung.
So startet Lucky Luke als erster Reiter der Staffel am 3. April 1860 in Sacramento mit einer Ladung Post. Als er sich nach seiner Ablösung im Fluss waschen will, findet er plötzlich die Briefe im Fluss schwimmend. Leider war der neue Reiter von der Pacific Railway bestochen worden. So muss Luke mit seinem Pferd auch die nächste Etappe übernehmen. Weitere solche „Pannen“ erfordern, dass Luke und sein Jolly die ganze Strecke allein und im Galopp zurücklegen müssen.
Da Lucky Luke die Strecke in unter zehn Tagen bewältigt hat, wird er am Zielort Saint Joseph gefeiert. Im späteren Verlauf werden die Pony-Express-Reiter schon 1,5 Jahre später durch die neu eingerichtete Telegrafenlinie ersetzt (siehe Der singende Draht).

## Anspielungen

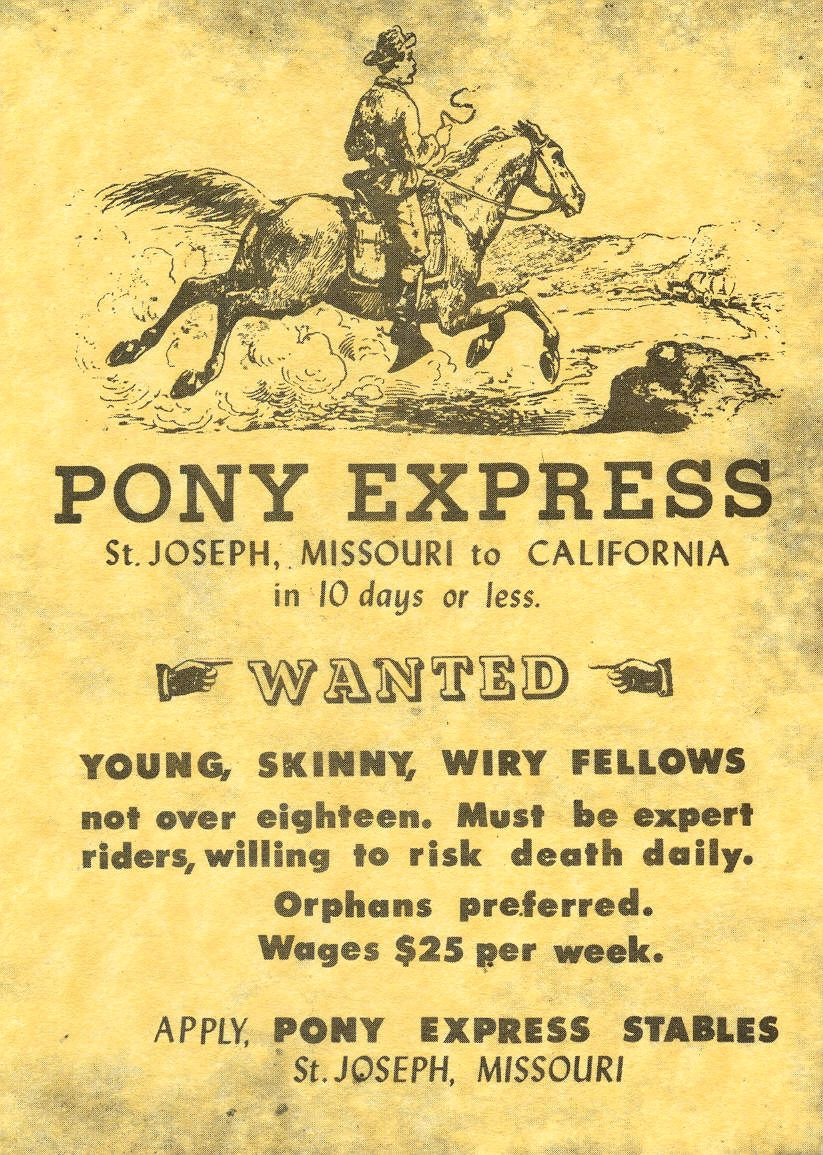
Werbeplakat für Reiter des Pony-Express, 1860. Die Inschrift lautet: Pony Express - St. Joseph Missouri nach Kalifornien in 10 Tagen oder weniger. Gesucht: Junge, hagere, drahtige Burschen, nicht über achtzehn. Müssen hervorragende Reiter sein, bereit täglich das Leben zu riskieren. Waisen bevorzugt. Lohn 25 Dollar pro Woche. Bewerbungen bei den Pony-Express-Ställen in St. Joseph, Missouri

Der Pony-Express existierte tatsächlich und die meisten im Band genannten historischen Fakten stimmen. Für den Pony-Express zeichnete William Hepburn Russell verantwortlich. Die Plakate zur Suche von jungen Reitern, die alles riskieren würden, sind historisch belegt. Eine Bahngesellschaft namens Pacific Railway gab es hingegen nicht. Die Bahnstrecke, die den Westen mit dem Osten der USA verbinden sollte, wurde jedoch Pacific Railroad genannt.
Im Band stellt Lucky Lukes Hengst Jolly Jumper seine außergewöhnlichen Fähigkeiten unter Beweis: Er kann andere Pferde abrichten, schlafend galoppieren und sogar schneller als sein Schatten reiten.

## Veröffentlichung
Die Geschichte wurde erstmals 1988 im Magazin Pif Gadget und im selben Jahr bei Dargaud als Album veröffentlicht.
1989 kam das Album auf Deutsch bei Ehapa heraus (Band 56).
Die Geschichte wurde 1991 für die Lucky-Luke-Zeichentrickserie verfilmt.